# Sidodadi (Banding Agung)
Sidodadi is een bestuurslaag in het regentschap Ogan Komering Ulu Selatan van de provincie Zuid-Sumatra, Indonesië. Sidodadi telt 585 inwoners (volkstelling 2010).